# Brněnský architektonický manuál

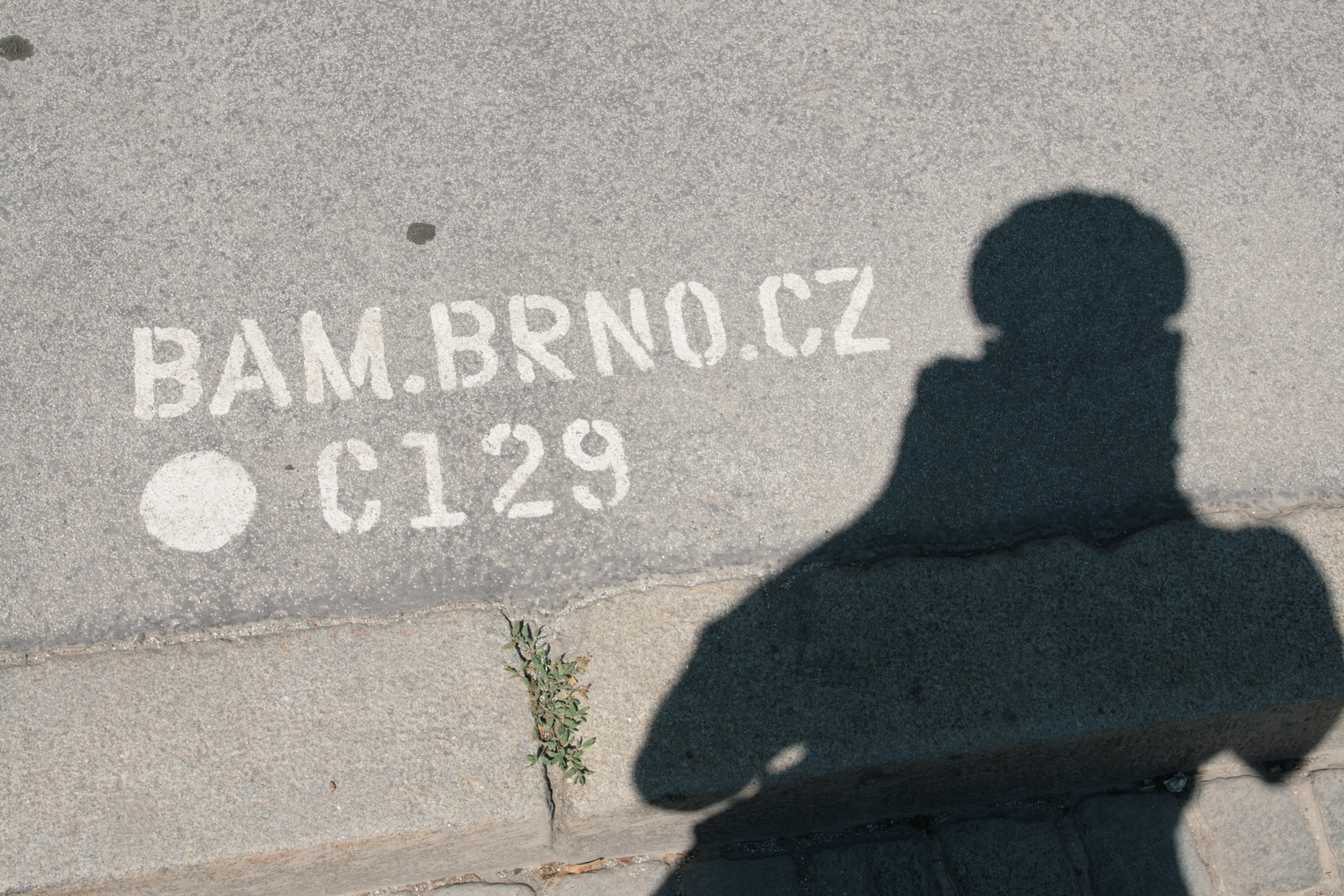
Značení jedné ze zastávek Brněnských architektonických stezek na chodníku v Údolní ulici u čekárny pouliční dráhy

Brněnský architektonický manuál (zkr. BAM) je projekt internetové databáze a knižního průvodce po architektuře 20. století v Brně.

## Historie
Nejprve vznikl ve spolupráci Domu umění města Brna a statutárního města Brna a s finanční podporou Evropského fondu pro regionální rozvoj projekt Brněnských architektonických stezek. Na podzim 2011 byl pak zpřístupněn Brněnský architektonický manuál v podobě volně přístupné internetové databáze. Ta zprvu zahrnovala asi 400 staveb, jejichž vznik byl vymezen lety 1918–1945, uspořádaných do devíti okružních stezek. K ní vznikla i tištěná mapa a vodorovné značení v terénu.
Na jaře roku 2012 vyšla knižní podoba průvodce, jež v roce 2018 dostala druhé, aktualizované vydání. Poté bylo ohlášeno rozšíření databáze o dalších asi 200 až 250 staveb z poválečného období vymezeného lety 1946–1989. Knižní podoba vyšla roku 2020. Po ní začala příprava třetího rozšíření o architektuře z období let 1900–1918, jež se dočkalo knižního vydání na jaře 2025.

## Autorský tým
Odborným garantem projektu a jeho autorem je historik architektury a ředitel Domu umění města Brna Rostislav Koryčánek. Na koncepci Brněnských architektonických stezek s ním spolupracovaly historičky architektury Petra Hlaváčková a Šárka Svobodová. Dále na obsahu BAM spolupracovali Lucie Valdhansová a Jakub Kopec a konzultačně také Jan Tabor, Milena Flodrová, Lenka Kudělková a Jindřich Chatrný.

## Navazující projekty
Po vzoru brněnského průvodce architekturou postupně začaly vznikat podobné projekty i v Plzni (PAM), Litomyšli (LAM), Hradci Králové (KAM), Zlíně (ZAM), Jihlavě (JAM), Tišnově (TAM), nebo v okrese Přerov (AMOP).
V roce 2025 byl spuštěn také ústřední Architektonický manuál propojující všechny jednotlivé městské projekty. Realizovala jej Fakulta architektury VUT v Brně podle metodiky a původního technického řešení Brněnského architektonického manuálu.